# Gustav Feddeler
Gustav Feddeler (* im 19. Jahrhundert in Esperke; † 1920) war ein deutscher Lehrer, Schulrektor, Museumsleiter sowie Schul- und Sachbuchautor.

## Leben
Gustav Feddeler war gebürtiger Esperker und forschte in seiner Freizeit in seiner Heimatstadt zur Lokalgeschichte, die 1896 unter dem Titel Auszüge aus dem Lagerbuche der Pfarre zu Niedern-Stöcken zusammengefasst wurden.

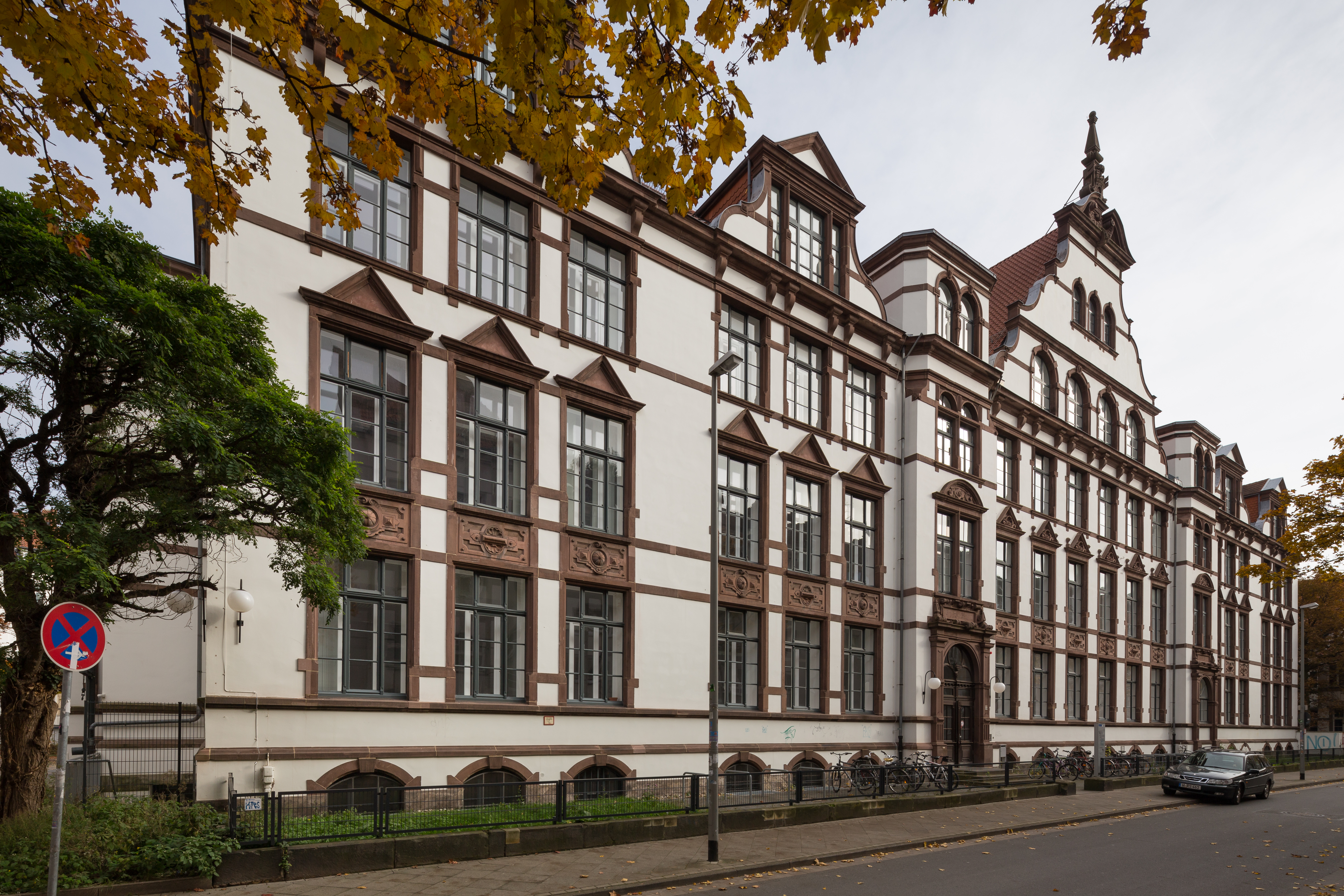
Der Bürgerschule Am Kleinen Felde in der Nordstadt stand Feddeler bis zu seinem Tode im Jahr 1920 vor

Seinen Lebensunterhalt verdiente er in Hannover als Hauptlehrer der Bürgerschule Am Kleinen Felde, der er bis zu seinem Tode im Jahr 1920 als Rektor vorstand. Sein dortiger Nachfolger wurde Wilhelm Wehrhahn.
Der Rektor war Vorsitzender des Hannoverschen Provinziallehrervereins und leitete das Schulmuseum der Stadt Hannover. Neben verschiedenen Aufsätzen über naturgeschichtliche Methodik in der Hannoverschen Schulzeitung bearbeitete Feddeler den naturgeschichtlichen Teil des Schulbuches Weltkunde für Niedersachsen. Zudem engagierte sich die in den Lehrerkreisen von ganz Deutschland bekannte Persönlichkeit in lokalen und Bezirksvereinen.

## Schriften (Auswahl)
- Auszüge aus dem Lagerbuche der Pfarre zu Niedern-Stöcken, 1896[1]
- Geschichtliche und statistische Notizen über das Volksschulwesen der Haupt- und Residenzstadt Hannover, in: Mitteilungen für die Teilnehmer an der 18. Versammlung des Provinzialvereins hannoverscher Volksschullehrer, Hannover: Theodor Schraders Buchhandlung und Verlag, 1897, S. 55–58
- Geschichte des Lehrervereins Hannover-Linden, 108 Seiten, Hannover: Schrader, 1898
- Adolf Marten, August Renner, Gustav Feddeler, Heinrich Mastram, J. F. Hüttmann (Bearb.): Weltkunde: Leitfaden der Geographie, Geschichte, Naturgeschichte, Physik und Chemie für Mittelschulen und mehrklassige Volksschulen, 402 zum Teil illustrierte Seiten, Ausgabe B, 16. Auflage, Hannover: Hellwingsche Verlagsbuchhandlung, 1896; Digitalisat des Georg-Eckert-Institut für internationale Schulbuchforschung, Braunschweig, 2014